# Klaudia (z Klaudiuszów)
Klaudiusze – rzymski ród (gens) patrycjuszowski, jeden z najbardziej wpływowych w okresie republiki. Kobiety z tego rodu nosiły imię Klaudia (Claudia).
- Klaudia, córka Appiusza Klaudiusza Kaudeksa, konsula w 264 p.n.e. Siostra Publiusza Klaudiusza Pulchra, który poniósł dotkliwą porażkę w bitwie z Kartagińczykami tracąc prawie całą flotę. Została postawiona przed sąd pod zarzutem obrazy majestatu. Gdy jej powóz utknął w tłumie, głośno wyraziła żal, że jej brat nie żyje, bo mógłby poprowadzić następną flotę, i utracić ich załogi, aby mniejszy tłok panował w Rzymie. Za tę arogancką uwagę została skazana przez edylów na grzywnę.
- Klaudia, córka Appiusza Klaudiusza Pulchra konsula w 212 p.n.e. Żona Pakuwiusza Kalawiusza, arystokraty z Kapui, między innymi najwyższego urzędnika kampańskiego; przywódcy stronnictwa, które poddało Kapuę Hannibalowi po bitwie pod Kannami.
- Klaudia, córka Gajusza Klaudiusza Pulchra, konsula w 177 p.n.e. Żona Publiusza Licyniusza Krassusa a następnie Decymusa Juniusza Brutusa Damassipusa
- Klaudia, córka Appiusza Klaudiusza Pulchra konsula w 143 p.n.e.; żona Tyberiusza Semproniusza Grakcha
- Klaudia Pulchra, czyli Klodia
- Klaudia, córka Appiusza Klaudiusza Pulchra konsula w 79 p.n.e. ; żona Lucjusza Licyniusza Lukullusa
- Klaudia Tercja, starsza córka Appiusza Klaudiusza Pulchra konsula w 79 r. p.n.e. i Cecylii Metelli córki Lucjusza Cecyliusza Metellusa Diademata; urodzona przed 95 p.n.e.; zmarła po 61 p.n.e. Żona Kwintusa Marcjusza Reksa, konsula w 68 p.n.e. z którym miała syna. Podejrzewana o kazirodczy związek ze swoim bratem Klodiuszem.
- Klodia (Klaudia) Pulchra, żona Augusta
- Klaudia Pulchra, żona Warusa